# Piero Schiavo Campo
Piero Schiavo Campo (Palermo, 10 marzo 1951) è uno scrittore e blogger italiano.

## Biografia
Nato a Palermo, ha vissuto in Lombardia e in particolare a Milano, dove si è laureato in astrofisica nel 1976. Dopo la laurea ha vinto una borsa di studio del CNR presso l'Istituto di Radioastronomia di Bologna. Nel 1981 ha lasciato la ricerca per occuparsi di software.
Dal 2004 al 2018 è stato docente a contratto presso l'Università degli Studi di Milano-Bicocca, dove ha insegnato Teoria e tecniche dei nuovi media, un corso sugli aspetti mediatici di Internet e del Web per la  laurea triennale in Comunicazione e psicologia.
Come scrittore ha esordito vincendo il premio Urania Mondadori con il romanzo L'uomo a un grado kelvin, pubblicato nella collana Urania nel 2013. Nel 2017 ha vinto il premio Robot con il racconto La rotta verso il margine del tempo, e di nuovo il premio Urania con il romanzo Il sigillo del serpente piumato. Ne 2024 il suo romanzo Il viaggio della Electra Persei ha vinto la prima edizione del premio letterario Mondofuturo, indetto nel contesto del Trieste Science + Fiction Festival con la collaborazione dell'Area Science Park e de La Cappella Underground.
Dal 2015 collabora con la rivista Robot, su cui ha pubblicato racconti e articoli di divulgazione scientifica.

## Opere pubblicate

### Romanzi
- L'uomo a un grado kelvin, Urania n° 1600, Mondadori (2013)
- L'eredità, o Ariodante Perduto, Youcanprint (2014)
- Odissea nel futuro, Delos Digital (2016)
- Il sigillo del serpente piumato, Urania n° 1648, Mondadori (2017)
- La follia di Eos, Delos (2022)
- Il viaggio della Electra Persei, Delos (2023)

### Racconti
- Programma per scrivere (WRITING SOFTWARE), Urania n° 1605, Mondadori (2014)
- Ritorno, in Le variazioni Gernsback, Edizioni Della Vigna (2015)
- Progetto intelligente, su Robot n° 74 (2015)
- La rotta verso il margine del tempo, su Robot n° 80 (2017)
- Campaldino, in Atterraggio in Italia, Delos (2019)
- L'automa dell'imperatore su Urania Millemondi n°82 (2019)
- La bambola, in Fanta-Scienza, Delos (2019) - Questo racconto è apparso in inglese nella rivista Sunspot Literary Journal del 2019, nella traduzione di Sarah Jane Webb, (The Doll) e in ungherese nella rivista Galaktika del 2021 con il titolo Alma.
- Quel che resta di noi, in 2050 Quel che resta di noi, Delos (2021)

### Racconti (antologie personali)
- Il gioco degli dèi bambini, Delos (2019)
- Opus Petri de Burgo, Amazon (2023)

### Saggi
- I media nella tela del ragno, Edizioni Imperium, febbraio 2015